# Майкъл Хамбъргър
Майкъл Хамбъргър (на английски: Michael Hamburger) е бележит британски преводач, поет, критик, мемоарист и академик. Известен е предимно с преводите на Фридрих Хьолдерлин, Паул Целан, Готфрид Бен и В.Г. Зебалд от немски на английски, както и с литературната си критика. Негов по-малък брат е издателят Пол Хамлин (1926-2001).

## За него
- Michael Hamburger. Dichter und Übersetzer. Walter Eckel, Jakob J. Köllhofer (Hrsg.). Frankfurt/Main: P.Lang, 1989
- Eckel W. Von Berlin nach Suffolk. Zur Lyrik Michael Hamburgers. Würzburg: Königshausen und Neumann, 1991
- A tribute to Michael Hamburger. Stephen Romer, ed. London: Agenda, 1997
- Waterhouse P. Die Nicht-Anschauung. Versuche über die Dichtung von Michael Hamburger. Wien; Bozen: Folio Verlag, 2005